# Ваксия, Сесар
Сесар Пабло Ваксия Колатик (исп. César Pablo Vaccia Colatic; род. 10 декабря 1952, Сантьяго) — чилийский футбольный тренер.
В 1999 году Сесар Ваксия возглавил столичный чилийский клуб «Универсидад де Чили», который дважды под его руководством становился чемпионом Чили, в 1999 и 2000 годах. В 2002 году он был назначен главным тренером сборной Чили, которая пропускала Чемпионат мира 2002 и провела при нём лишь одну официальную встречу, уступив в товарищеском матче сборной Турции.
Впоследствии Ваксия работал с молодёжными сборными Чили по футболу.

## Достижения
«Универсидад де Чили»
- Чемпион Чили (2): 1999, 2000